# Sándor Gombos
Sándor Gombos (født 4. december 1895 i Sombor, død 27. januar 1968 i Budapest) var en ungarsk fægter, som deltog i OL 1928 i Amsterdam.

## Fægtekarriere
Gombos begyndte at fægte, mens han gik i folkeskole. Fra 1912 fægtede han for MAC i Budapest, og fra 1925 for klubben István Tisza Vívó, inden han fra 1928 stillede op for Nemzeti Vívó. Han blev europamester individuelt i sabel i både 1926 og 1927, og han var med på holdet, der vandt det ungarske mesterskab i 1924, 1927 og 1929.
Ved OL 1928 stillede han op både individuelt og på det ungarske hold. Han blev individuelt nummer fem, men han sammen med Ödön Tersztyánszky, János Garay, József Rády, Attila Petschauer og Gyula Glykais med to sejre i indledende runde gik videre til semifinalen, hvor ungarerne igen vandt to kampe, som var nok til finaledeltagelse. Her vandt de over Polen og Italien, og kampen mod Italien var guldkampen, som ungarerne vandt 9-7; Italien fik sølv og Polen bronze.
Gombos vandt i 1930 det individuelle ungarske mesterskab i sabel, og han var med på landsholdet, der vandt EM-guld i både 1930 og 1931. Han indstillede sin aktive karriere i 1932.

## Anden karriere
Gombos kæmpede for sit land i første verdenskrig og færdiggjorde sin medicineksamen fra universitetet i Budapest i 1921. Han arbejdede derpå som læge, efter han afsluttede sin aktive fægtekarriere.
Efter afslutningen af anden verdenskrig var Gombos en kort periode præsident for det ungarske fægteforbund. Han virkede også som juryformand ved fægtekonkurrencerne ved OL 1948 i London.